# Teloleptoneta synthetica
Genre
Espèce
Synonymes
- Paraleptoneta synthetica Machado, 1951

Teloleptoneta synthetica, unique représentant du genre Teloleptoneta, est une espèce d'araignées aranéomorphes de la famille des Leptonetidae.

## Distribution
Cette espèce est endémique du Portugal. Elle se rencontre dans des grottes en Algarve et au Baixo Alentejo.

## Publications originales
- Machado, 1951 : Ochyroceratidae (Araneae) de l'Angola. Publicaçoes culturais da Companhia de Diamantes de Angola, vol. 8, p. 1-88.
- Ribera, 1988 : La familia Leptonetidae (Arachnida, Araneae) in la Península Ibérica. XI Europäisches Arachnologisches Colloquium. Technische Universität Berlin Dokumentation Kongresse und Tagungun, vol. 38, p. 267-281.